# Albertinum (Dresden)

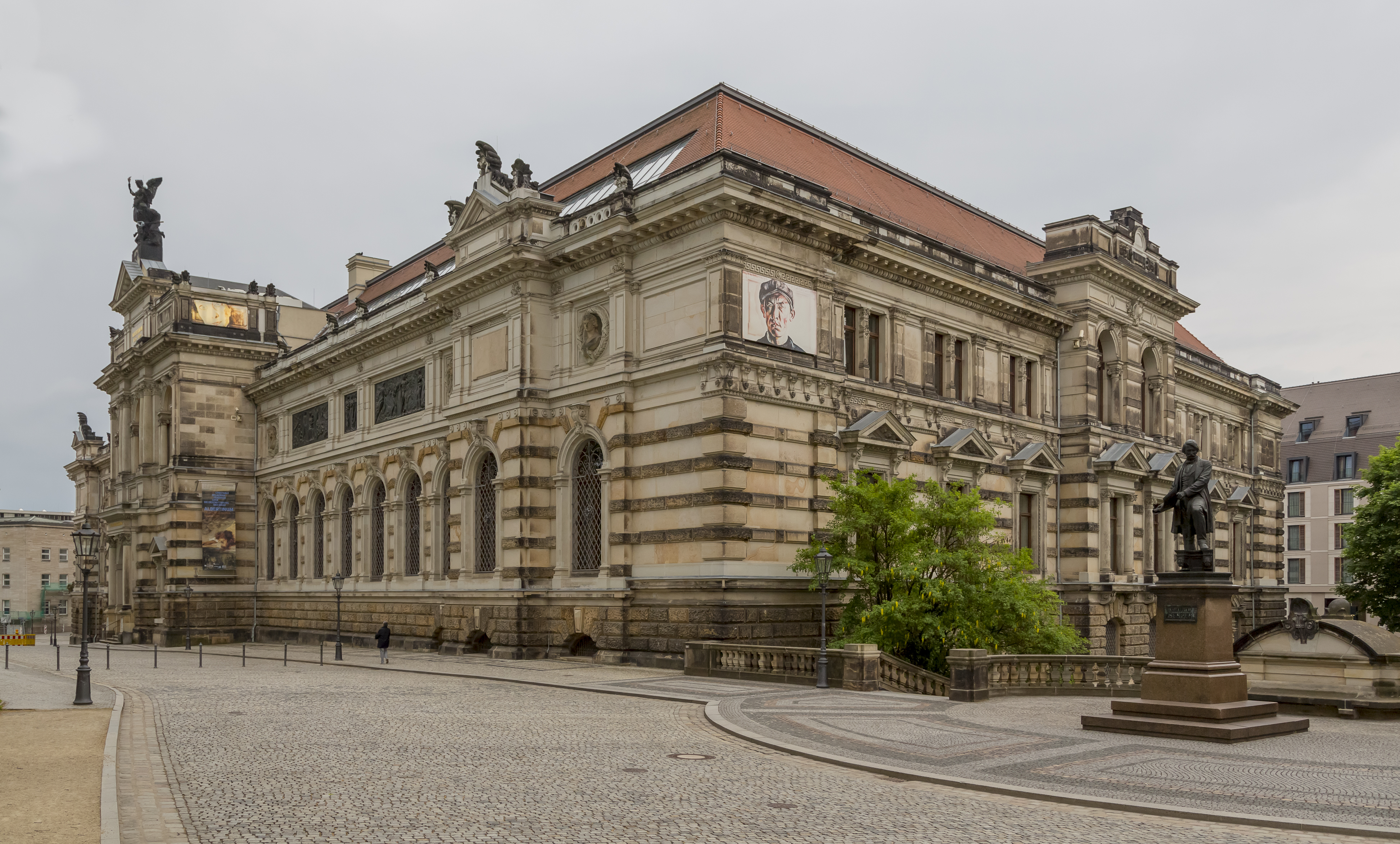
Albertinum (2013)

Das Albertinum ist ein Museumsgebäude am Tzschirnerplatz in Dresden. Der Neurenaissancebau wurde 1884 bis 1887 von Adolph Canzler im Auftrag von König Albert für die Skulpturensammlung und das Hauptstaatsarchiv geschaffen. Es ist heute Sitz der Galerie Neue Meister und der Skulpturensammlung ab 1800 der Staatlichen Kunstsammlungen Dresden.

## Geschichte

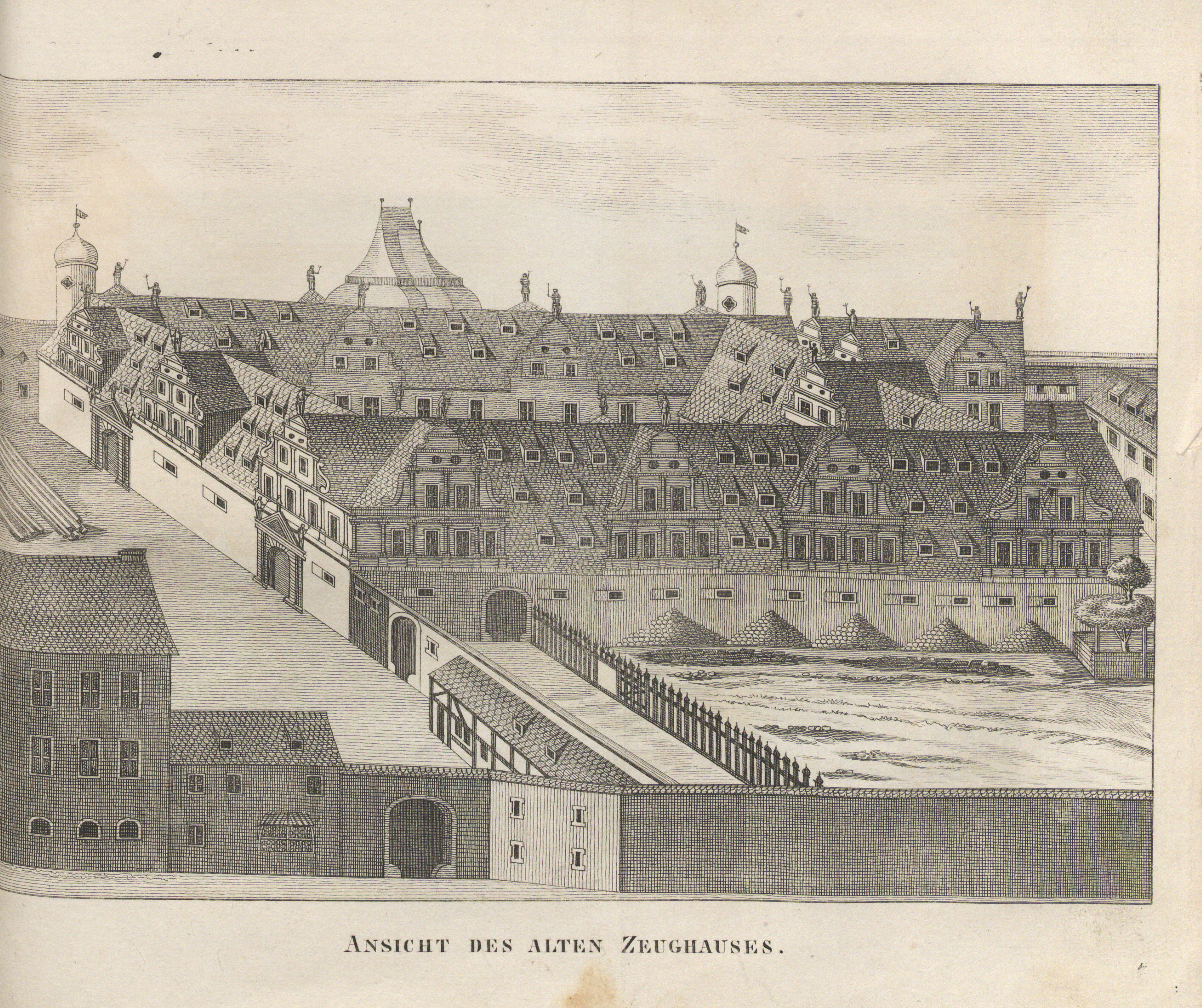
Ansicht des Zeughauses

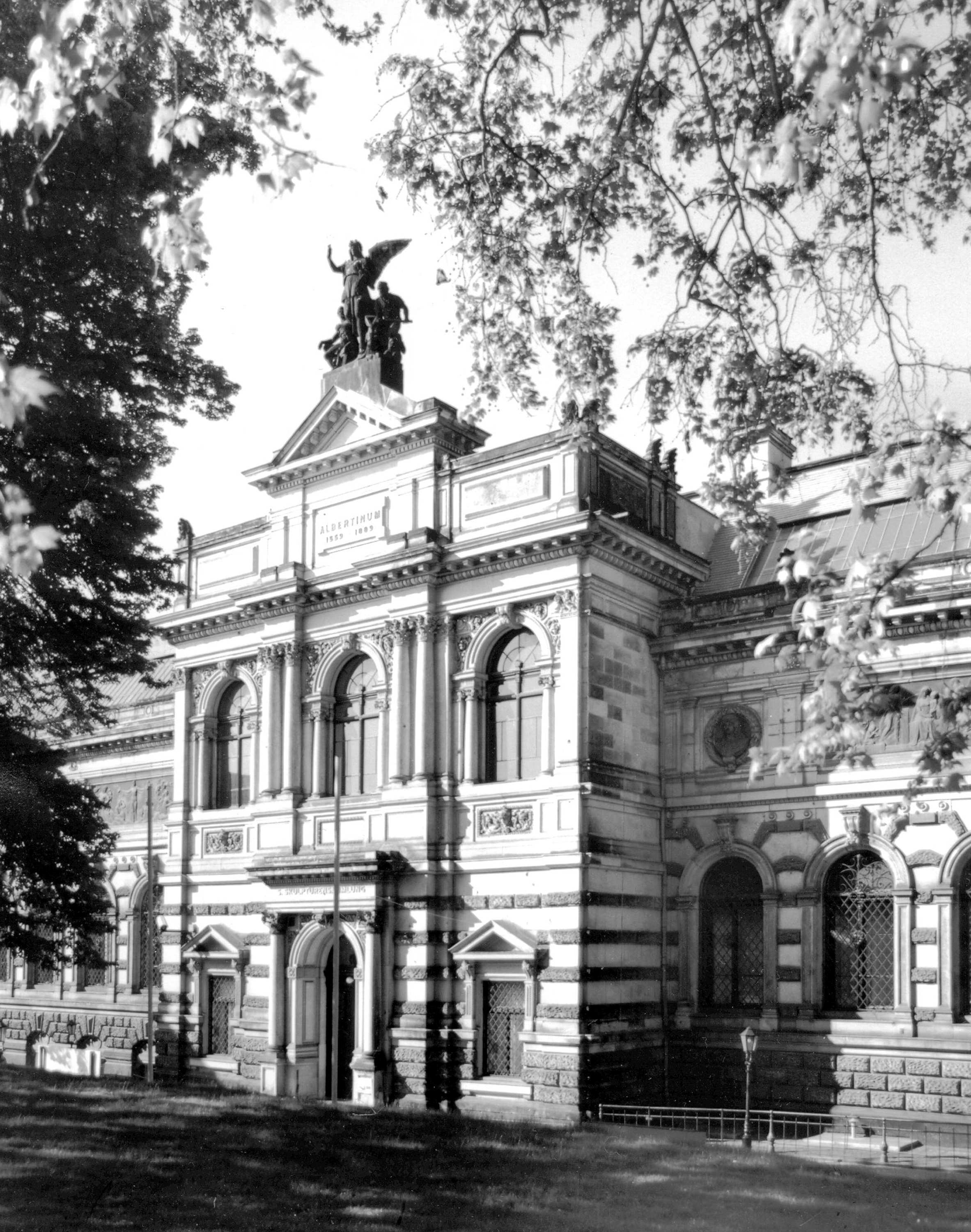
Portal des Albertinums

### Gründung als Zeughaus
Das Albertinum liegt am östlichen Ende der Brühlschen Terrasse in Dresden und geht zurück auf einen Renaissancebau des 16. Jahrhunderts. Bereits im Zuge der Erweiterung und Umgestaltung der Dresdner Stadtbefestigung nach italienisch-niederländischem Vorbild ab dem Jahr 1546 dachte Herzog Moritz von Sachsen daran, ein Zeughaus zu bauen. Das Gebäude entstand von 1559 bis 1563 unter seinem Nachfolger Kurfürst August nach Entwürfen von Caspar Vogt von Wierandt. Bald galt das Dresdner Zeughaus als eines der größten und berühmtesten in Europa und zählte zu den wichtigsten Renaissance-Bauwerken Dresdens. Der veränderte Geschmack der Zeit sowie veränderte räumliche Ansprüche sorgten im 18. Jahrhundert für bauliche Umgestaltungen. Im Jahr 1705 nahm August der Starke erste Erweiterungen vor. Sein Sohn, Kurfürst Friedrich August II., veranlasste 1740 einen grundlegenden Umbau. Die Fassade erhielt dabei eine zurückhaltend barocke Gestalt. Während des Siebenjährigen Krieges (1756–1763) plünderten preußische Truppen das Zeughaus, ließen das Gebäude jedoch unversehrt. Nachdem 1877 ein neues Arsenal in der Dresdner Albertstadt fertiggestellt war, verlor das Zeughaus seine ursprüngliche Nutzung.

### Umbau zum Museum
Der Sächsische Landtag fasste 1884 den Beschluss, die Antiken- und Abgusssammlung (ab 1887 Skulpturensammlung) und das Hauptstaatsarchiv im Zeughaus unterzubringen. Mit dem Umbau war der Oberlandbaumeister Carl Adolph Canzler beauftragt. Er versah das Gebäude mit Sandsteinfassaden, die sich an Bauten der italienischen Hochrenaissance orientierten, und legte den Eingang zur Skulpturensammlung in den Nordflügel an die Brühlsche Terrasse. Das 1889 fertiggestellte Gebäude erhielt zu Ehren König Alberts (reg. 1873–1902) den Namen Albertinum. 1891 eröffnete die Abgusssammlung im zweiten Obergeschoss, 1894 die um zeitgenössische Plastik ergänzte Sammlung der Originalbildwerke. Um 1900 galt die, unter Leitung des Archäologen Georg Treu, stetig erweiterte Skulpturensammlung im Albertinum als weltweit einzigartiges Museum zur Geschichte der Plastik. Die Architektur wie die Präsentation der Antiken- und Abguss-Sammlung waren Vorbild für das neu zu errichtende Moskauer Museum der Schönen Künste, das heutige Staatliche Museum der Bildenden Künste A. S. Puschkin. Bei der Bombardierung Dresdens 1945 wurde das Albertinum schwer beschädigt. Das zweite Obergeschoss, das Dach sowie das Haupttreppenhaus und der Lichthof brannten aus, wobei Malereien von Hermann Prell verloren gingen. Die sächsischen Kunstschätze wurden in die Sowjetunion verbracht, aber später wieder zurückgegeben.
In der Nachkriegszeit wurde das Albertinum durch die Staatlichen Kunstsammlungen Dresden wiederaufgebaut. Ab 1959 nahm es aufgrund der herrschenden Raumnot nicht nur Teile der Skulpturensammlung auf. Untergebracht waren interimistisch auch Auszüge aus der Porzellansammlung, des Kupferstich-Kabinetts, des Münzkabinetts, des Grünen Gewölbes sowie des Historischen Museums (heute Rüstkammer). 1965 zog die Gemäldegalerie Neue Meister (heute Galerie Neue Meister) ebenfalls ein. Ab Juni 2004 kehrten nach und nach das Münzkabinett und das Grüne Gewölbe in das schrittweise fertiggestellte Residenzschloss zurück. Von Januar 2006 bis zum 18. Juni 2010 war das Albertinum wegen Umbaus und Renovierung geschlossen. Nach einem Entwurf des Berliner Architektenbüros Staab entstand zusätzlich eine „Arche für die Kunst“: Nun überspannt in 17 Metern Höhe eine stählerne Fachwerkskonstruktion mit einer Länge von 72 Metern und einem Gewicht von 2.700 t – ähnlich einer Brücke – den ehemaligen Innenhof des Gebäudekomplexes. Sie wird von einem Aufzugsschacht und zwei Pfeilern getragen. Es entstanden zwei neue Stockwerke mit einer Gesamtfläche von rund 3.450 m², in denen hochwassergeschützte Depots und Werkstätten eingerichtet wurden. Durch eine Lichtfuge zwischen den ursprünglichen Gebäudeteilen und dem Neubau gelangt Tageslicht in den Innenhof. Das historische Baudenkmal bleibt dabei völlig unberührt. Ein neuer Besuchereingang am Georg-Treu-Platz verkürzt außerdem die Wege zur Umgebung. Er ergänzt den bereits vorhandenen Eingang an der Brühlschen Terrasse. Insgesamt investierte der Freistaat Sachsen 45 Millionen Euro.

## Beschreibung

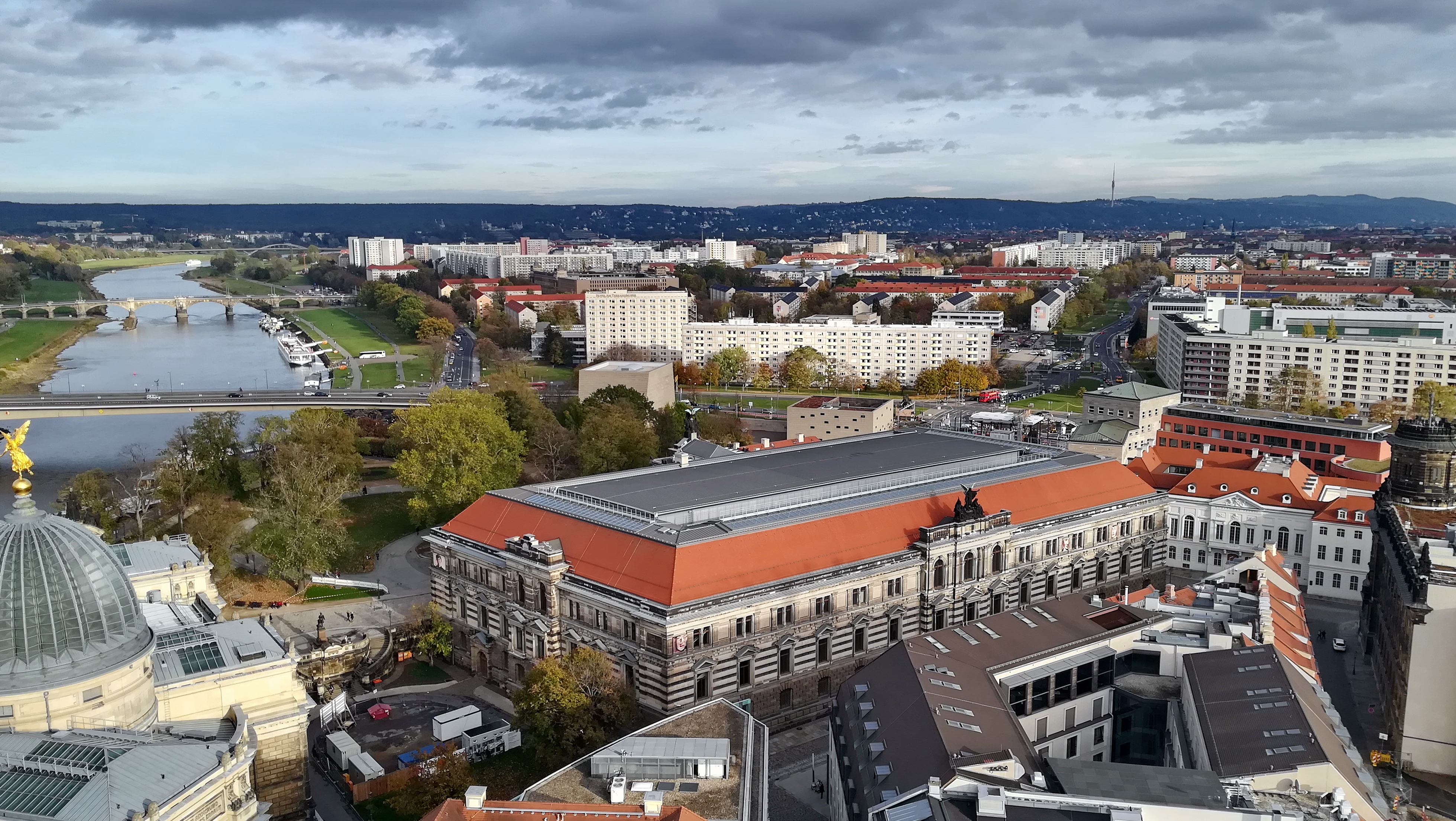
Ansicht von der Frauenkirche (2019)

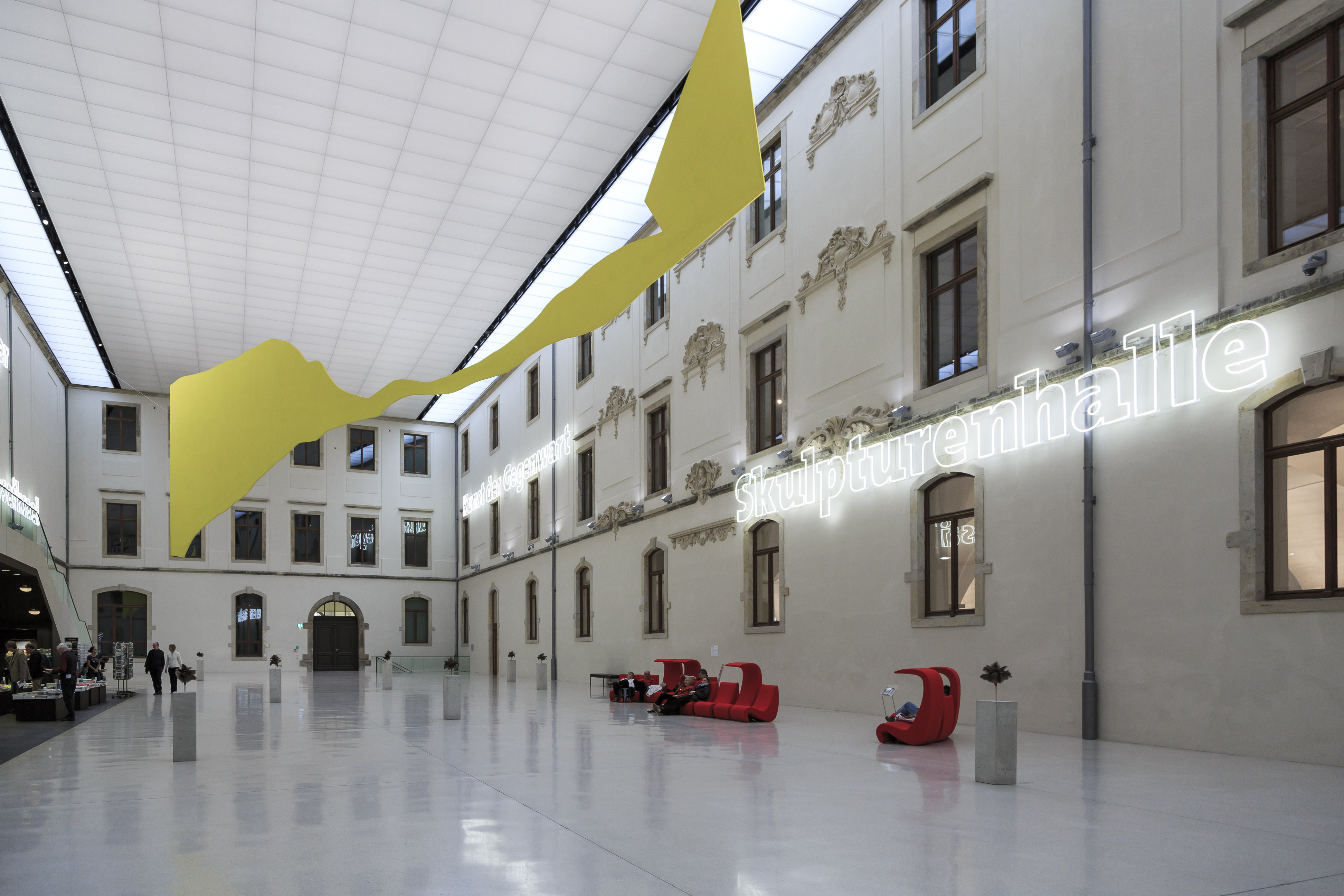
Innenhof des Albertinums (2013)

### Galerie Neue Meister
Seit der Wiedereröffnung im Juni 2010 präsentiert sich das Albertinum als Museum der Moderne mit einer völlig neuen Konzeption. Die Galerie Neue Meister und die Skulpturensammlung ab 1800 kehrten in das Gebäude zurück. Sie konzentrieren ihre Ausstellung auf die Kunst des 19. und 20. Jahrhunderts sowie der Gegenwart. Auch bislang wenig ausgestellte Werke werden nun gezeigt. Die Sammlung antiker Skulpturen ist seit 2020 in der Sempergalerie am Zwinger zu sehen. Der Rundgang durch die Galerie Neue Meister im zweiten Obergeschoss wird mit dem Vorreiter der Moderne, Caspar David Friedrich (1774–1840), eröffnet. Auf Friedrich folgen in chronologischer Reihenfolge weitere Romantiker (Carl Gustav Carus, Johan Christian Clausen Dahl, Ludwig Richter), französische und deutsche Impressionisten (Claude Monet, Edgar Degas, Max Liebermann, Max Slevogt), Expressionisten (Otto Dix) mit den Künstlern der Dresdner Künstlergemeinschaft „Brücke“ (Ernst Ludwig Kirchner, Karl Schmidt-Rottluff) sowie Vertreter der Dresdner Sezession (Bernhard Kretzschmar, Carl Lohse). Der Rundgang endet mit Gerhard Richter. Erstmals wird auch den Künstlern A. R. Penck und Georg Baselitz jeweils ein Raum gewidmet. Im Folgenden eine Auswahl von Ausstellungen der letzten Jahre:
- 2021: Träume von Freiheit. Romantik in Russland und Deutschland
- 2022: Gerhard Richter. Portraits. Glas. Abstraktionen
- 2022:  Revolutionary Romances - Prolog. Transkulturelle Kunstgeschichten in der DDR
- 2024: Gerhard Richter. Serien I Variationen

### Skulpturensammlung ab 1800
Die Skulpturensammlung ab 1800 im Erdgeschoss zeigt Werke der Bildhauerei seit dem 19. Jahrhundert und der Moderne. Die Ausstellung beginnt mit Stücken des französischen Bildhauers Auguste Rodin (1840–1917). Auf die Kunst in der DDR wird mit Werken von Wieland Förster, Werner Stötzer und Helmut Heinze in besonderer Weise eingegangen. Sowohl im Eingangsbereich als auch im ersten Stock befinden sich „gläserne Depots“ oder „Schaudepots“. Sie sollen Werke der Sammlung erschließen, die den Besucherinnen und Besuchern bislang nicht zugänglich waren. Dazu zählt etwa eine über fünf Meter hohe Statue nach Michelangelos David.